# Helen Traubel
Helen Traubel fue una soprano dramática norteamericana nacida en San Luis, Misuri el 16 de junio de 1899 y fallecida en Santa Mónica, California en 1972.
Considerada una de las voces más caudalosas e imponentes del siglo XX.

## Trayectoria
De medios generosos y heroicos (definidos como "una espada radiante") fue la más importante exponente del canto wagneriano en América en la década del 40, sólo comparable a Flagstad en los personajes de Isolda, Brunilda, Elsa y Elisabeth de Tannhäuser. De personalidad extrovertida y sencilla no se comportaba como las divas de la época.
Debutó en 1923 pero fue su interpretación de la Muerte de amor de Isolda (Liebestod) en el Estadio Lewinsohn la que causó gran impresión a Gatti-Casazza, director del Met que inmediatamente le ofreció un contrato y que ella rechazó argumentando que debía volver a sus estudios. 
En 1939 canta en el Metropolitan Opera la Sieglinde de La Valquiria junto a Lauritz Melchior y la noruega Kirsten Flagstad, entonces insuperable soprano wagneriana. En 1941 - el día del ataque a Pearl Harbor - reemplaza a Flagstad como Brünnhilde en La Valquiria en una noche histórica donde también debutó Astrid Varnay reemplazando a Lotte Lehmann como Sieglinde. 
Entre 1941 y 1950, Traubel se transforma en la indispensable soprano wagneriana de América, en 1943 debuta en el Teatro Colón de Buenos Aires como Isolda y Brünnhilde en El ocaso de los dioses de Wagner. Otros papeles que interpretó notablemente fueron Kundry en Parsifal y la Mariscala en Der Rosenkavalier.
En 1953 sus desavenencias con Rudolf Bing, el director del teatro neoyorquino motivan no renovarle el contrato. 
La cantante se retiró de la escena lírica para actuar en nightclubs de New York, Chicago, Las Vegas y Miami, musicales de Broadway y en películas de Hollywood junto a Jimmy Durante y en televisión con Groucho Marx, Red Skelton y Jerry Lewis
Escribió una novela de misterio The Metropolitan Opera Murders (1951) y su autobiografía St. Louis Woman (1959).
1. ↑  «YouTube - Jerry Asks Helen About Opera».

## Discografía de referencia
- Wagner - Götterdämmerung (Toscanini 1941/Melchior)

- Wagner - Lohengrin (Stiedry 1950 live/Melchior, Varnay, Hawkins)

- Wagner - Der Ring des Nibelungen (Stiedry 1951/Flagstad, Varnay, Berger, Svanholm, Treptow, Hotter, Frantz)

- Wagner - Tannhäuser (Szell 1942 live/Melchior, Thorborg, Janssen, Kipnis)

- Wagner - Tannhäuser (Stiedry 1948 live/Melchior, Varnay, Szekely)

- Wagner - Tristan und Isolde (Leinsdorf 1943 live/Melchior, Kipnis, Huehn, Thorborg)

- Wagner - Tristan und Isolde (Busch 1946 live/Svanholm, Berglund, Harshaw, Ernster)

- Wagner - Die Walküre (Leinsdorf 1941 live/Melchior, Schorr, Varnay, Kipnis, Thorborg)

- Wagner - Wesendonck-Lieder (Stokowski 1940)